# Palazzo Martinetti Rossi

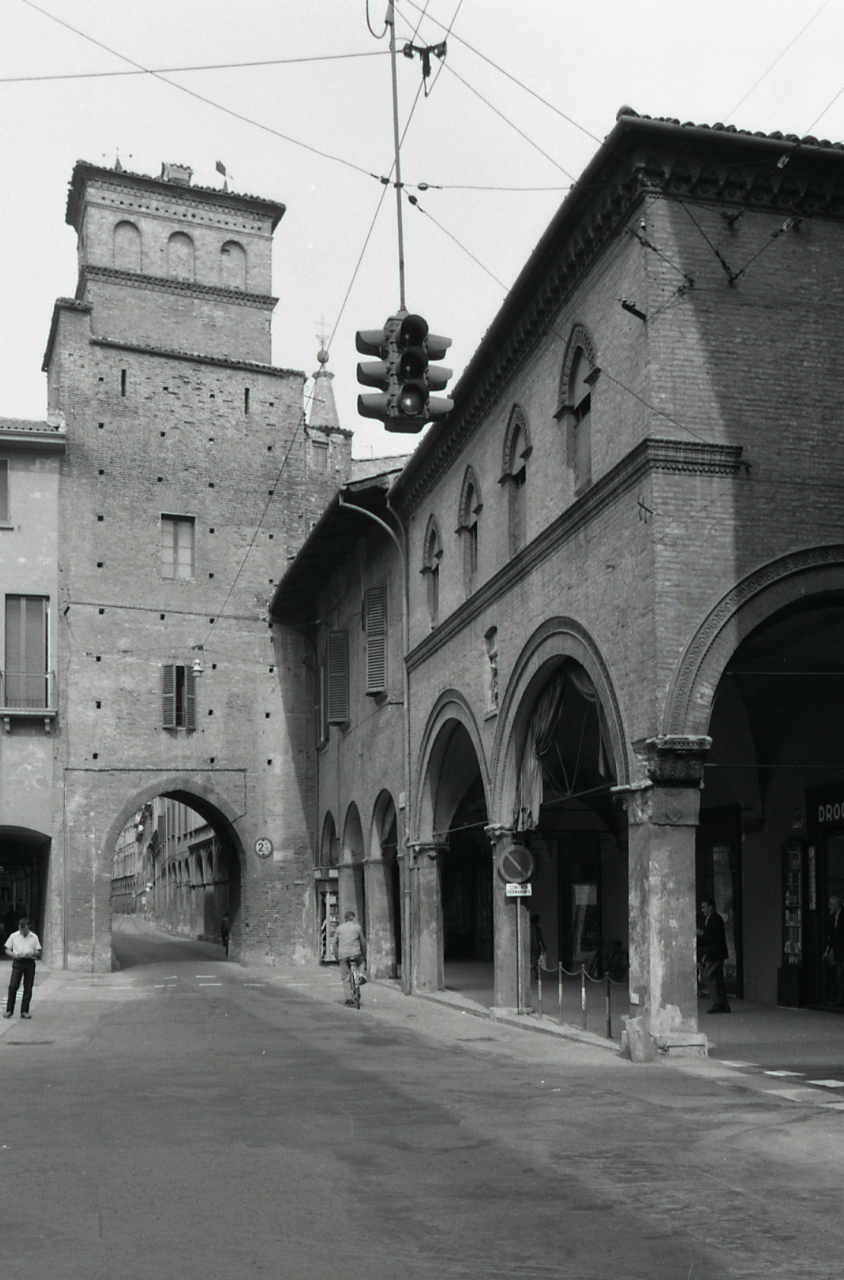
Hauptansicht des Palazzo Martinetti Rossi mit den Arkaden neben den Torresotto San Vitale

Der Palazzo Martinetti Rossi (heute auch Palazzo Scagliarini Rossi) ist ein Adelspalast im historischen Zentrum von Bologna in der italienischen Region Emilia-Romagna. Er liegt in der Via San Vitale 56 gegenüber der Piazza Aldrovandi und unmittelbar anschließend an die Via Giuseppe Petroni zwischen dem Torresotto San Vitale und der Kreuzung der Via San Vitale und der Via Giuseppe Petroni.

## Geschichte
Name und Schicksal des Palastes sind mit den beiden Eheleuten verbunden, die ihn besessen und Anfang des 19. Jahrhunderts dort auch gewohnt hatten: Der italienisch-schweizerischer Architekt Giovanni Battista Martinetti (1764–1830) aus dem Tessin und seine Gattin, die Gräfin Cornelia Barbara Rossi (1781–1867) aus Lugo, eine Frau von legendärer Schönheit, die Martinetti 1802 sehr jung geheiratet hatte. Diese, eine kultivierte und charmante Aristokratin, die zahlreiche Fremdsprachen – alte und moderne – beherrschte, machte durch ihre raffinierten Besucher den Palast illuster, indem sie einen der berühmtesten literarischen Salons Europas unterhielt, der von seinen Besuchern „Garten der Hesperiden“ genannt wurde, aber sich von der „Priesterin der Beredsamkeit“, zu einer der Grazien des gleichnamigen Gedichtes inspirieren ließ.

## Beschreibung

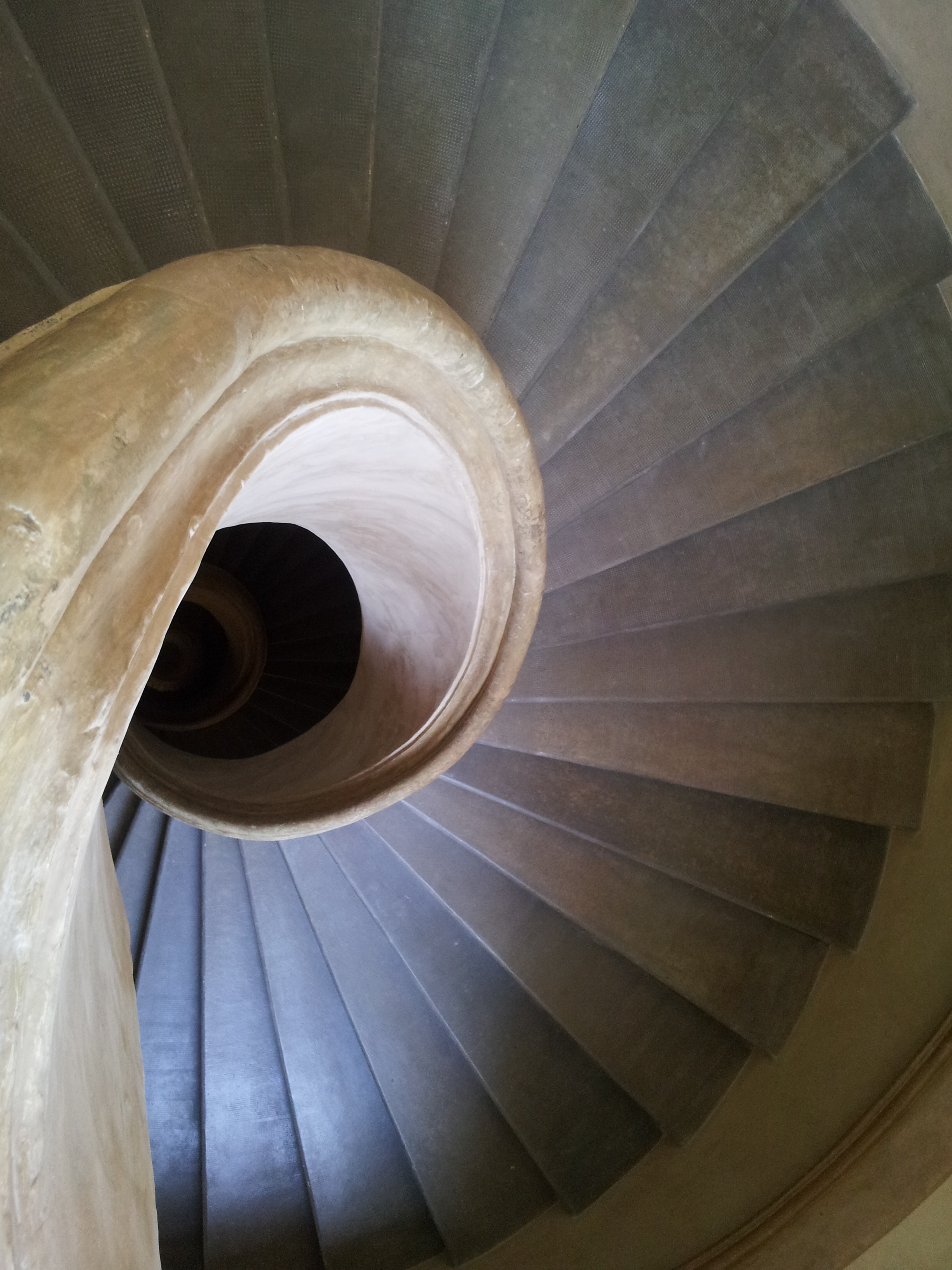
Die schraubenförmige Treppe von 1616

Das heutige Aussehen des Gebäudes, das im 15. Jahrhundert errichtet wurde, ist das Ergebnis einer grundlegenden und extravaganten Neugestaltung durch Martinetti zwischen 1799 und 1806, die im Rahmen eines größer angelegten Programms des Umbaus der Stadt in der Zeit der cisalpinischen Republik durchgeführt wurde; der Architekt leistete dazu verschiedene persönliche Beiträge. Der Palast besteht aus dem ursprünglichen Baukörper des Benediktinerklosters aus dem 16. Jahrhundert mit dem Anbau der romanischen Krypta der Kirche ‚‘Santi Vitale e Agricola in Arena‘‘  mit drei halbrunden Apsiden, die den heiligen Proto-Märtyrern des Erzbistums Bologna, Vitalis und Agricola, geweiht ist; diese wurde nach dem Bau des Verehrungsortes für die beiden Märtyrer als Kirche im Kloster genutzt.
Martinetti kaufte das Anwesen mit Gebäuden etwa ein Jahrzehnt nach der Schließung des Benediktinerklosters infolge der napoleonischen Unterdrückung der religiösen Orden 1796.
Durch den Eingriff Martinettis wandelte das ursprüngliche Klostergebäude in einen Adelspalast, während die Krypta mit den drei Absiden in eine phantasievolle Grotte mit künstlichen Stalaktiten umgebaut wurde, die Gräfin Cornelia als Empfangsraum nutzte, in dem sie ihre illustren Gäste begrüßte. Die obere Kapelle dagegen, die sich im Herzen des Klosters befand, wurde in ihrem Aussehen nicht verändert und diente den Martinettis als Saal.
Der Zugang zu den einzelnen Geschossen des Palastes wurde durch eine einzügige, schraubenförmige Treppe realisiert, die Nicolò Donati 1616 baute. Der benediktinische Garten wurde in einen englischen Landschaftsgarten umgewandelt, den Martinetti konzipierte; er zeichnete das Schema eines „Arkadenparadieses“, das er seiner jungen Gattin schenkte: Es war nach englischer Art gestaltet; im Park, der heute nicht mehr existiert, wuchs dichte Vegetation, in der klassizistische Statuen aufgestellt waren und sich Tempel, Heiligtümer, Brunnen und Säulen erhoben.

### Literarischer Salon „Garten der Hespriden“
Das folgende Schicksal des Palastes ist stark mit dem literarischen Salon verbunden, einem der bedeutendsten in ganz Europa, den dort die Gattin Martinettis, Cornelia Rossi, führte. Der Kultursalon des Hauses Martinetti „war in napoleonischer Zeit und in den ersten Jahren der Restauration unzweifelhaft das Zentrum des kulturellen Lebens in Bologna“. Cornelia, die eine Frau der Kultur geworden war, ausgestattet mit intensivem und anerkanntem Charme, eine Freundin von Joséphine de Beauharnais und Marie-Louise von Österreich, trug dazu bei, in der Stadt Pariser Mode und Geist einzuführen. Die Frau wurde geliebt und besucht von bekannten Dichtern, Schriftstellern und Künstlern ihrer Zeit, darunter den Bildhauer Antonio Canova und den Dichter Ugo Foscolo: Letzterer, von dem die epistolischen Darlegungen einer unerwiderten Liebe bekannt sind, nahm Cornelia Rossi als Inspiration für eine der drei Grazien seines gleichnamigen Gedichtes. Eine wahrscheinliche Anspielung auf die Krypta, in der Cornelia Rossi ihre Gäste empfing, ist in einem Vers der „Grazien“ enthalten, und zwar in dem Teil, in dem der Dichter auf eine „harmonische Höhle“ verweist:

„(...) d'indiche piante
e di catalpe onde i suoi Lari ombreggia
sedi appresta e sollazzi alle vaganti
schiere, o le accoglie ne' fecondi orezzi
d'armonïoso speco invïolate
dal gelo e dall'estiva ira e da' nembi“

Das Leiden für diese unerwiderte Liebe und den Spott der Ablehnung der jungen Gräfin hat Foscolo in einem der erhaltenen Briefe seiner Korrespondenz mit dieser Frau ausgedrückt. Dies berichtet Pietro Gori in der Biographie, die in einer seiner Ausgaben der Werke des Dichters enthalten ist:

„Die Madama d'Albania benannte Sie zwei- oder dreimal, als sie von schönen und freundlichen Damen sprach, und von Statuen und von Musen und von Helena und von Canova.  Ich habe gerade einmal drei oder vier Worte in ihre Rede eingefügt; und weil sie eine kluge Frau ist, wurde ihr klar, dass Ihr Name mich an einer Stelle ein wenig verletzt hat und sie Sie sehr gelobt hat. – Sie kennt Sie nicht, aber sie hört, wie Sie gelobt werden und lobt Sie – vielleicht auch, um ein paar Tropfen Öl und Wein auf den armen Fremden zu gießen (…) Ich werde Ihnen sagen, dass alles, was mir lieb sein kann, auf mich zukommt und vor mir flieht; und Sie werden so vor mir fliehen, dass ich armer Mann, melancholisch und gebrechlich, Sie niemals erreichen kann; und ich werde Sie immer sehen. Sie werden bei mir wohnen und ich werde Sie sehen; ich werde Sie aus den Augen verlieren und doch werden meine Augen Sie sehen, ich liebe Sie, wirklich, wirklich; und, wenn ich daran denke, Ihnen zu schreiben, versuche ich, ganz alleine zu sein, und schließe die Tür ab und öffne die Fenster, sodass die angenehme Aussicht auf die Hügel und die lebhafte Luft, die aus dem Arno steigt, mich so erfreuen, damit mein Brief nicht meine Seele mit dieser stillschweigenden Melancholie befleckt, die seit mehreren Tagen mit mir ins Bett geht und mit mir aufsteht. Ich weiß auch nicht, warum. Wenn Sie hier wären, würde der Himmel vielleicht viel ruhiger erscheinen. (…)
Leben Sie wohl, meine liebe Frau: Ich sende Ihnen noch einen Kuss und dann noch einen; und dann schließe ich den Brief und murmle drei weitere Verse, nicht meine, sondern Fakten, die ich seit dem Zeitalter des Petrarca glaube, alle für Sie. Leben Sie wohl, leben Sie wohl.“ (Brief von Ugo Foscolo an Cornelia Rossi, Sonntag und Montag, 13. und 14. September 1812.)

Über ihre Beziehung zu Canova erzählt man sich eine legendäre Anekdote, die auch die außergewöhnliche Schönheit der Gräfin betrachtet: Der Bildhauer wollte versuchen, eine Büste mit den Gesichtszügen der Frau zu schaffen, aber zerstörte das Werk wieder, weil er es als unfähig ansah, ihre Schönheit darzustellen.
Unter den Besuchern des Salons waren auch Stendhal, George Gordon Byron, Giacomo Leopardi, der Literat Giovanni Marchetti degli Angelini, Pietro Giordani und viele weitere Intellektuelle und Kulturschaffende aus Italien und ganz Europa. Stendhal insbesondere feierte die Tugenden der Frau mit einem Urteil von denen, die in ihrer Figur „den vollendeten Charme der Frau von Welt sahen“:

„La haute société de Bologne a un peu de la couleur de celle de Paris; elle est animée par quelques-uns de ces êtres charmants qui offrent la réunion si rare de l'esprit, de la beauté et de la gaieté. Madame Martinetti ferait sensation, même à Paris“.(Stendhal: Rome, Naples et Florence, 23. April 1817.)
(dt.: Die High Society von Bologna hat ein bisschen von der Farbe derer von Paris; sie ist animiert von einigen dieser charmanten Wesen, die die so seltene Vereinigung von Geist, Schönheit und Fröhlichkeit. Madame Martinetti würde auch in Paris Beachtung finden.)

Cornelia Rossi kultivierte literarische Ambitionen mit dem Schreiben des Briefromans „Amélie“, der 1823 in Rom veröffentlicht wurde. Nach dem Tod ihres Gatten publizierte sie auch eine Elegie seiner Person: Alla memoria di Giovanni Battista Martinetti. La vedova di lui consorte Cornelia Rossi. (dt.: Zur Erinnerung an Giovanni Battista Martinetti. Seine Witwe Cornelia Rossi.) Nobili e comp., Bologna 1831.

### Internat Luigi Ungarelli
Später, in der zweiten Hölfte des 19. Jahrhunderts war im Palast das Istituto Convitto Ungarelli untergebracht: 1867 war es der Enkel von Cornelia Rossi, Germano Rossi, der den Palast nach dem Tod der Eheleute geerbt hatte und an das Internatsinstitut vermietete, das acht Jahre vorher vom Barnabiten Luigi Ungarelli gegründet worden war. Das Erdgeschoss war teilweise mit der Verwaltung des Kollegiums belegt, während die Räume der beiden Obergeschosse als Aula, Laboratorien, Studiensäle und Schlafsäle für die Kollegiaten dienten. Der Garten der Gräfin diente der Erholung der Studenten.
Mit der Aufteilung des Anwesens unter den Erben, die Anfang des 20. Jahrhunderts durchgeführt wurde, wurde das Internat in die Villa Serenza in der Via Toscana verlegt.
Zur Erinnerung an den Gründer und an den alten Sitz der Institution wurde dort 1929, anlässlich der Konsolidierung der Beziehungen zwischen Staat und Kirche durch die Lateranverträge ein Epigraph eingemauert:

„In questa antica signorile residenza
Allietata dai grandiosi giardini
Nella quale la colta ed avvenente gentildonna
Cornelia Martinetti
Accoglieva i più eminenti italiani e stranieri
Dell'età napoleonica
Ebbe sede nella seconda metà del secolo XIX
L'istituto convitto Ungarelli
A perenne ricordo
Dell'educatore illustre e patriota
Antichi allievi posero
Nell'anno della conciliazione MCMXXIX.“

(dt.: In dieser alten Adelsresidenz
Umgeben von großartigen Gärten
In denen die kultivierte und gutaussehende Adelsfrau
Cornelia Martinetti
Die bedeutendsten Italiener und Ausländer begrüßte,
In der napoleonischen Ära
Dort hatte in der zweiten Hälfte des 19. Jahrhunderts ihren Sitz
Das Internatsinstitut Ungarelli
Als Erinnerung für viele Jahre
An ihren berühmten und patriotischen Erzieher
Angebracht von ehemaligen Studenten
Im Jahr der Schlichtung 1929.)